# Ligne 80 (Infrabel)
Pour les articles homonymes, voir Ligne 80.
La ligne 80 est une ancienne ligne ferroviaire belge qui reliait les gares de Blaton et Bernissart.

## Histoire
Lors de l'ouverture de cette ligne en 1876, Blaton était un nœud ferroviaire important pour l'exploitation minière du Hainaut, les voies d'eau, nombreuses dans le secteur, étaient trop lentes pour répondre aux besoins énormes en charbon que réclamaient les machines à vapeur de l'époque. La ligne est prolongée en 1923 vers la gare des Sartis propriété des charbonnages d'Hensies-Pommerœul, Plus de 1 600 mineurs empruntent la ligne chaque jour. La fermeture de la mine d'Hensies-Pommerœul, dans les années 1970, met sérieusement à mal l'activité de la ligne qui ferme en 1979.

## Chemin de promenade
Il n'existe plus de voie ferrée 80/L78a SNCB à Bernissart ; le tronçon allant jusque Blaton mesurant 3,3 km est maintenant un chemin de promenade géré par la Direction des routes de Mons et par le RAVeL (Réseau Autonome des Voies Lentes) recouvert d'asphalte ou de béton en majorité afin de permettre aux promeneurs (piétons, cyclistes et cavaliers, véhicules interdits) de s'y aventurer sans risques. Les travaux se sont terminés en 2001 pour un coût total de 19 791,188 francs belges.
La ligne passe au-dessus du canal Pommerœul-Antoing et le canal Nimy-Blaton-Péronnes.